# Ool
Het dorp Ool maakt sinds de herindeling van 1 januari 1990 deel uit van de Nederlands-Limburgse gemeente Roermond, tot daarvoor heeft het altijd tot de gemeente Herten behoord. Met ongeveer 350 inwoners ligt het aan de oevers van de Maas en de door ontgrinding ontstane Oolderplas. Rondom deze plas is de laatste 20 jaar veel watersportrecreatie ontstaan.

## Naam
De plaatsnaam Ool kan als volgt worden afgeleid. Ool kan door de lange o-klank aangeduid worden op laaggelegen terreinen, gelegen in de nabijheid van water. Het betreft in de meeste gevallen alluviale gronden. De "l" als laatste letter in de huidige vorm van de naam is hoogstwaarschijnlijk een restant van het achtervoegsel "loo", hetgeen bos, bosachtig terrein aanduidt. In de oorsprong zou de naam dus duiden op een akkermaalsbosje, dat laaggelegen was, en wel in de buurt van water. Deze verklaring is de meest aannemelijke, aangezien Ool laaggelegen aan de oever van de Maas ligt.

## Bezienswaardigheden
- Sint-Nepomucenuskapel, wegkapelletje gewijd aan de Heilige Joannes Nepomuc (negentiende eeuw).

## Gezegde
Ool heeft een gezegde vernoemd naar de plaatsnaam dat betrekking heeft op de veerpont. Dit gezegde luidt: "Dae is nach neet in Ool euver" wat betekent dat een onderneming nog niet tot een goed einde is gebracht. Van het veer zijn de eerste vermeldingen in een akte van 1293, waarna het dienst heeft gedaan tot 1 oktober 1951. De veerpont is sinds 18 april 1992 weer in de vaart als een fiets- en voetgangersveerpont en vaart 's zomers, in de weekenden en in de vakanties en vormt een verbinding over de Maas tussen Ool en het Oolderhuuske. Doordat Ool aan de Maas ligt en sinds de jaren zeventig aan Oolderplas, heeft het al meerdere keren last gehad van hoogwater.

## Verenigingen
In het dorp zijn verschillende verenigingen actief waaronder: Biljartvereniging De Maasbiljarters,
Buurtvereniging Sint Johannes Nepomucenus, Carnavalsvereniging de Waterratte, Hengelsportvereniging de Rietvoorn, Joekskapel Neet van Herte - Ool, Percussion Orchestra Ool, Schutterij Sint Michaël, Surfclub Drusus.

## Water
Ool ligt aan de Maas en sinds de jaren zeventig aan Oolderplas. De Oolderplas is ontstaan door uitbaggeren van het in de bodem aanwezige grind en zand dat gebruikt wordt in de bouw. De ontgrindingen van de Oolderplas zijn in 1999 beëindigd. Oorspronkelijk zou na de ontgrindingen de Oolderplas als recreatiegebied worden ingericht, echter een gedeelte is nu voor waterrecreatie bestemd en een gedeelte van het gebied is in bezit van het Limburgs Landschap en beheert dit als natuurgebied. In Ool, aan de oolderplas heeft meerdere keren het Nationaal Waterkamp (Nawaka) van scouting plaatsgevonden, namelijk in 1989, 1992, 1997 en 2002.
Ondanks aantrekkingskracht van het water voor recreanten en toeristen heeft het dorp al meerdere keren last gehad van wateroverlast. De laatste keer dat het dorp te maken heeft gehad met hoogwater was in 1993 en 1995. In 1993 was het gehele dorp ondergelopen, terwijl in 1995 dit is voorkomen door de bouw van een dijk met big-bags.